# Cibodas (Majalengka)
Cibodas is een bestuurslaag in het regentschap Majalengka van de provincie West-Java, Indonesië. Cibodas telt 2833 inwoners (volkstelling 2010).